# Babar (eiland)
Babar (Indonesisch: Pulau Babar) is een Indonesisch eiland in de Molukken, onderdeel van de Babareilanden, gelegen in de Bandazee.  Het eiland behoort tot de provincie Maluku.
Babar is het grootste van de Babareilanden en gaf de eilandengroep zijn naam, het is 32 km in doorsnede met een omtrek van zo'n 97 km. De centrale berg is bedekt met subtropisch woud en het hoogste punt is 833 m. Er zijn vijf grote rivieren op het eiland. 

## Nederzettingen
De hoofdplaats is Tepa. Andere nederzettingen zijn Ahanari, Andai, Elitian, Emplawas, Emroing, Jaltubung, Jatoke, Kokowan, Kroing, Kumuk, Letwurung, Manuwui, Nakathamt, Solati, Tela, Tutuwawang, Waitota, Wakpapapi en Watrupun. 